# Royal Opera House
Royal Opera House er et operahus i London. Det kaldes også "Covent Garden" efter området det ligger i, eller bare "The Garden". Bygningen bruges af Royal Opera, Royal Ballet og Orchestra of the Royal Opera House. 
Den nuværende bygning er det tredje operahus på stedet. Det åbnede med en forestilling 18. september 1809. Facaden, foyeren og auditoriet er fra 1858, mens praktisk talt alt andet skriver sig fra en omfattende renovering i 1990'erne.
51°30′47″N 0°7′20″V / 51.51306°N 0.12222°V